# (4907) Zoser
(4907) Zoser es un asteroide perteneciente al cinturón de asteroides, descubierto el 17 de octubre de 1960 por Cornelis Johannes van Houten en conjunto a su esposa también astrónoma Ingrid van Houten-Groeneveld y el astrónomo Tom Gehrels desde el Observatorio del Monte Palomar, Estados Unidos.

## Designación y nombre
Designado provisionalmente como 7618 P-L. Fue nombrado Zoser en honor a Zoser, segundo faraón de la dinastía III, erige la primera pirámide en piedra, escalonada, de Saqqara, cerca de Memphis.

## Características orbitales
Zoser está situado a una distancia media del Sol de 3,178 ua, pudiendo alejarse hasta 3,474 ua y acercarse hasta 2,882 ua. Su excentricidad es 0,093 y la inclinación orbital 5,994 grados. Emplea 2070 días en completar una órbita alrededor del Sol.

## Características físicas
La magnitud absoluta de Zoser es 12,2. Tiene 21,162 km de diámetro y su albedo se estima en 0,057.